# 『好き』という言葉
「『好き』という言葉」（すきということば）は、菅原紗由理の4作目のシングル。2010年9月1日にフォーライフミュージックエンタテイメントよりリリースされた。

## 収録内容
1. 『好き』という言葉
作詞：中嶋ユキノ、作曲・編曲：Sin
  - テレビ朝日系木曜ミステリー『科捜研の女』主題歌
2. I Wanna Cry...
作詞：菅原紗由理、作曲・編曲：Sin
3. 『好き』という言葉（instrumental）
4. I Wanna Cry...（instrumental）